# Armoiries du territoire britannique antarctique

Armoiries du territoire britannique antarctique.

Les armoiries du territoire britannique antarctique sont créées en 1952 alors que le territoire fait partie des îles Malouines.
Le blason central est composé d'une torche devant plusieurs vagues pour représenter la découverte et la mer. Le support gauche montre le lion de la Normandie afin de représenter le Royaume-Uni. Le support droit montre un Manchot empereur représentant la faune du territoire. Le lion repose sur de l'herbe, alors que le manchot repose sur de la glace. Le cimier est une représentation du RRS Discovery, le bateau de recherche utilisé par Robert Falcon Scott et Ernest Shackleton lors de la découverte du territoire.
Dans la partie inférieure, sur une ceinture d'or, on peut lire la devise officielle du territoire : Research and Discovery, en français « Recherche et découverte ».